# Geoffrey Hope-Morley (2e baron Hollenden)
Geoffrey Hope-Morley, 2e baron Hollenden (28 janvier 1885 - 19 octobre 1977), est un aristocrate britannique qui est haut shérif du comté de Londres.

## Jeunesse
Il est le fils de Samuel Hope Morley et de Laura Marianne Birch. Son père, un banquier et gouverneur de la Banque d'Angleterre, est élevé à la pairie en tant que baron Hollenden, de Leigh dans le comté de Kent, le 9 février 1912. Ses grands-parents paternels sont Samuel Morley, député et Rebekah Maria Hope, et son oncle est l'homme politique libéral Arnold Morley. Son grand-père maternel est le révérend G. Royds Birch. Son jeune frère, l'hon. Claude Hope-Morley, est marié à Lady Dorothy Mercer-Henderson, fille de Sidney Hobart-Hampden-Mercer-Henderson (7e comte de Buckinghamshire) .
Il fait ses études au Collège d'Eton à Windsor avant de fréquenter le Trinity College de Cambridge.

## Carrière
En 1917, alors qu'il vit au 7 Connaught Place, Londres, il succède à Henry Alexander Trotter comme haut shérif du comté de Londres (un poste que son père occupe de 1893 à 1894). Morley est remplacé par Frederick Huth Jackson.
Le 18 février 1929, il succède à son père comme baron et le 24 octobre 1923, il fait légalement changer son nom en Geoffrey Hope-Morley.
En 1927, il est juge de paix et en 1929, il est président de la Wholesale Textile Association.

## Vie privée
Lord Hollenden s'est marié trois fois. Le 12 décembre 1914 il épouse l'hon. Mary Sidney Katharine Almina Gardner (1896–1994), la troisième fille de Herbert Gardner (1er baron Burghclere) et Lady Winifred (elle-même fille de Henry Herbert (4e comte de Carnarvon)). Avant leur divorce en 1928, ils ont deux filles:
- Mary Joan Fenella Hope-Morley (1915–2015), qui épouse David Babington Smith, fils de Henry Babington Smith (en) et Elisabeth Mary Bruce (fille de Victor Bruce (9e comte d'Elgin)) en 1941.
- Elspeth Rachel Marianne Winifred Hope Hope-Morley (1917–1989), qui épouse le diplomate David Francis Muirhead en 1942 [4]

Le 6 mai 1929, il se remarie à Muriel Ivy Gladstone, fille de John Gladstone, 4e baronnet et nièce de William Ewart Gladstone, ancien Premier ministre du Royaume-Uni. Sa mère, Gertrude Miller, est la première fille de Charles Miller, 7e baronnet. La baronne Hollenden est décédée le 6 juin 1962.
Il se remarie le 7 janvier 1963 avec Violet Norris (née Leverton) Howitt, fille d'Alfred Leverton et veuve de Frank Dutch Howitt.
Le baron Hollenden est décédé à 92 ans le 19 octobre 1977. Comme il est mort sans héritier masculin direct, il est remplacé dans la baronnie par son neveu, Gordon Hope-Morley, le fils unique de son jeune frère, Claude Hope-Morley.